# Saint-Antoine-sur-Richelieu
Saint-Antoine-sur-Richelieu je obec v jihozápadním Québecu v Kanadě na řece Richelieu v kraji La Vallée-du-Richelieu. Podle sčítání lidu roku 2011 měla 1 659 obyvatel.
| Sčítání lidu | Populace | Změna (%) |
| ------------ | -------- | --------- |
| 2011         | 1 659    | ▲ 4.1%    |
| 2006         | 1 594    | ▲ 4.9%    |
| 2001         | 1 519    | ▼ 0.9%    |
| 1996         | 1 533    | ▼ 2.7%    |
| 1991         | 1 576    | N/A       |

| Jazyky                     | Populace | Pop. (%) |
| -------------------------- | -------- | -------- |
| Francouzština              | 1 505    | 97.41%   |
| Angličtina                 | 15       | 0.97%    |
| Angličtina a francouzština | 0        | 0.00%    |
| Ostatní jazyky             | 25       | 1.62%    |